# Nephodia folla
Nephodia folla är en fjärilsart som beskrevs av Paul Dognin 1895. Nephodia folla ingår i släktet Nephodia och familjen mätare. Inga underarter finns listade i Catalogue of Life.